# Enrique Lynch Arribálzaga
Enrique Lynch Arribálzaga (1856 - 28 de junho de 1935) foi um zoólogo e ornitólogo argentino.
Em 1878 fundou com Eduardo Ladislao Holmberg (1852-1937), El naturalista argentino, primeira revista de história natural da Argentina. Com os cientistas Florentino Ameghino, e Carlos Berg participou na Comissão Projeto Zoólogico de Buenos Aires.
Também foi político, historiador e jornalista, tornando-se Diretor da "Reducción de Napalpí".

## Algumas publicações
- Lynch Arribálzaga, E. 1924. “Materiales para una bibliografía del Chaco y Formosa”. Resistencia, Establecimiento Tipográfico Juan Moro. 4
- 1923. “Fastos precursores e iniciales de la ciudad de Resistencia”. Resistencia, Región, 1972. 47 pp. Reedición de los “Anales Históricos” publicados em 1923 no Boletín Municipal de Resistencia.

## Abreviatura
A abreviatura Arribálzaga se emprega para indicar Enrique Lynch Arribálzaga como autoridade na descrição e taxonomia em zoologia.